# Jakob Syz
Jakob Syz (25. prosince 1825 – 14. února 1891 Vídeň) byl rakouský podnikatel a politik německé národnosti ze Štýrska, v 2. polovině 19. století poslanec Říšské rady.

## Biografie
Narodil se ve Švýcarsku. Působil jako podnikatel. Byl ředitelem papírenské akciové společnosti Leykam-Josephstal.
Zasedal dlouhodobě jako poslanec Štýrského zemského sněmu. Zemský sněm ho v roce 1871 zvolil i za poslance Říšské rady (celostátního parlamentu Předlitavska), tehdy ještě volené nepřímo zemskými sněmy. Zastupoval kurii obchodních a živnostenských komor ve Štýrsku. Uspěl také v prvních přímých volbách roku 1873, opět za kurii obchodních a živnostenských komor ve Štýrsku, obvod Štýrský Hradec. Rezignaci oznámil na schůzi 19. října 1876. V roce 1873 se uvádí jako Jakob Syz, majitel továrny, bytem Štýrský Hradec. V roce 1873 zastupoval v parlamentu provládní blok Ústavní strany (centralisticky a provídeňsky orientované), v jehož rámci patřil k staroliberální (staroněmecké) skupině. Zasedal jako jeden z 67 členů staroliberálního Klubu levice, vedeného Eduardem Herbstem.
Zemřel ve věku 63 let v únoru 1891 ve Vídni. Pohřeb se konal na evangelickém hřbitově ve Štýrském Hradci.